# Piec solarny

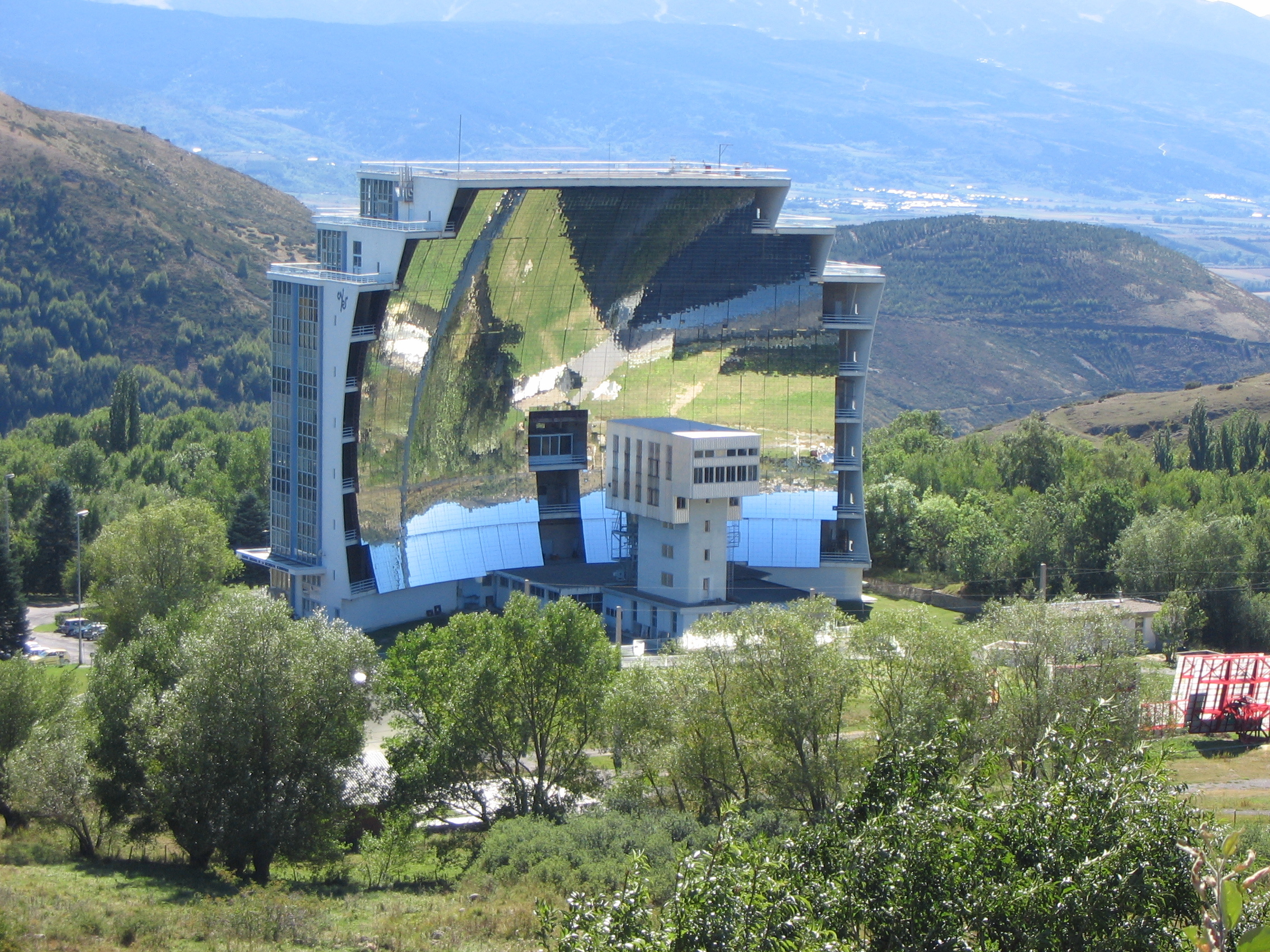
Piec solarny w Odeillo

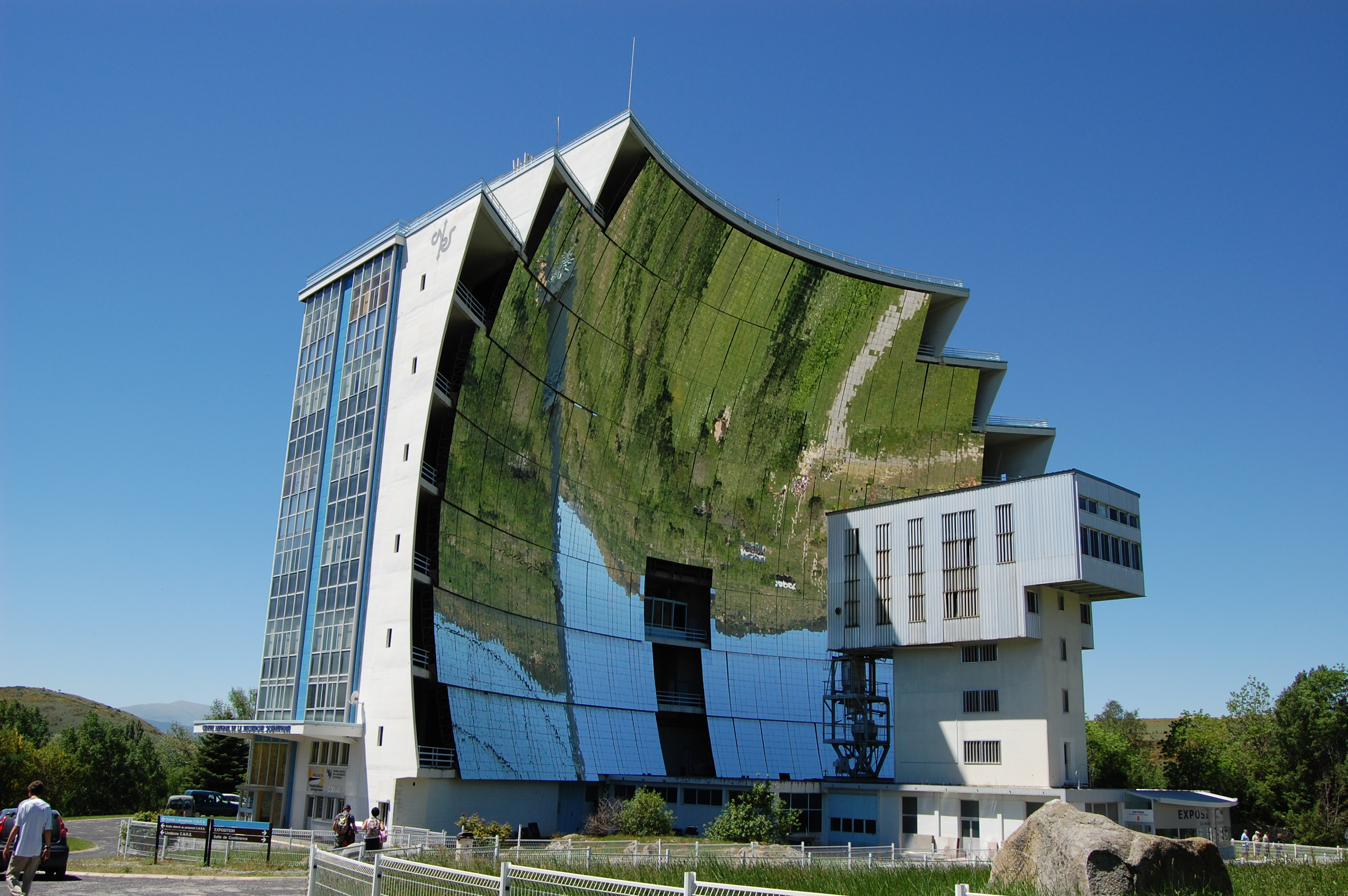
Piec solarny w Odeillo

Schemat działania pieca solarnego

Piec słoneczny (solarny) – jest to rodzaj pieca zasilanego energią promieni słonecznych. Ma postać wycinka paraboloidy pokrytej zwierciadłami skupiającymi promienie w ognisku – na małej powierzchni. Promienie padające na część skupiającą kierowane są przez zespoły zwierciadeł płaskich ustawionych naprzeciw części paraboloidalnej (to za ich pomocą sterowana jest wydajność pieca). Temperatura w ognisku może osiągać 3000 °C (3273 K). Dzięki tak wysokiej temperaturze może być stosowany do topienia stali, generowania prądu lub produkcji paliwa wodorowego. Ze względu na ścisłą zależność od warunków pogodowych rzadko stosowany jest w praktyce. Największy dotychczas wybudowany piec solarny znajduje się w południowej Francji w miejscowości Odeillo w Pirenejach.